# Veľký Šariš
Veľký Šariš (deutsch Groß-Scharosch, ungarisch Nagysáros) ist eine Stadt der Ostslowakei mit 6976 Einwohnern (Stand 31. Dezember 2024). Sie ist die zweite Stadt des Okres Prešov im Prešovský kraj.

## Geographie
Die Stadt befindet sich an der Torysa, im südöstlichen Teil der geomorphologischen Einheit Spišsko-šarišské medzihorie (wörtlich Zips-Scharoscher-Zwischengebirge), noch genauer in der Untereinheit Šarišské podolie (etwa: Scharoscher Tallandschaft). Neben dem bebauten Gebiet in der Niederung und den Flussterrassen der Torysa umfasst das Stadtgebiet auch umliegende Hügel wie Bikoš, Dúbrava, Okrúhliak, Šarišská hora sowie den 570 m n.m. hohen Andesithügel Šarišský hradný vrch mit der Ruine der Burg Scharosch (Šarišský hrad). Das Stadtzentrum liegt auf einer Höhe von 267 m n.m. und ist sieben Kilometer von Prešov, 13 Kilometer von Sabinov sowie 44 Kilometer von Košice entfernt.
Neben Veľký Šariš gehört auch der Ort Kanaš zur Stadt.
Nachbargemeinden sind Gregorovce im Norden, Fintice im Osten, Prešov im Südosten und Süden, Malý Šariš im Süden, Medzany im Westen und Šarišské Michaľany im Westen.

## Geschichte

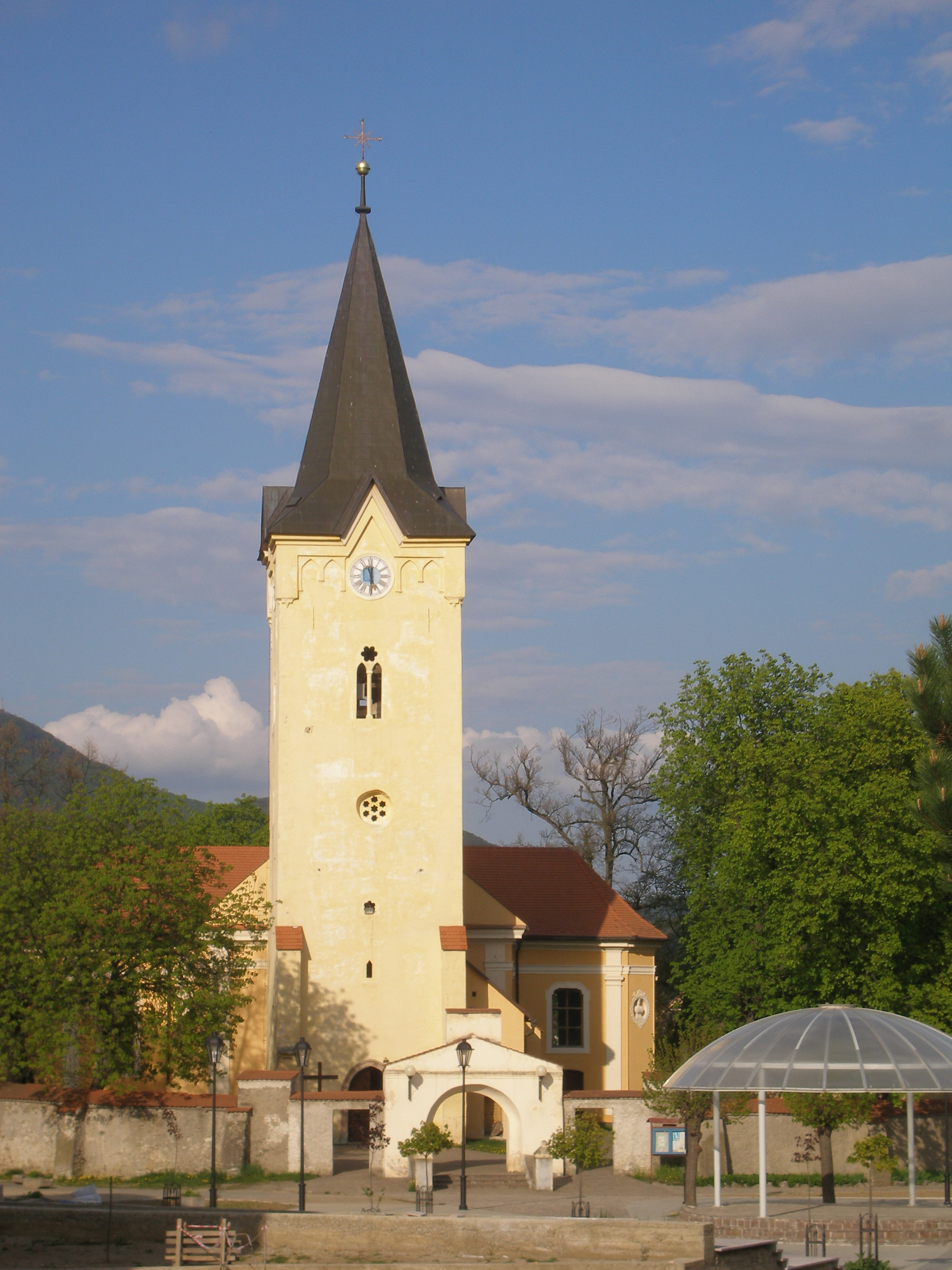
Römisch-katholische Kirche in Veľký Šariš

Der Ort ist ein alter Siedlungsplatz, mit Besiedlung in der Altsteinzeit sowie Überresten von Siedlungen aus der Jungsteinzeit, Bronzezeit, Hallstattzeit, Latènezeit, Zeit der Völkerwanderung und des frühmittelalterlichen Mährerreichs.
Die heutige Stadt wurde zum ersten Mal 1217 als Sarus schriftlich erwähnt. Noch im 13. Jahrhundert kamen deutsche Ostsiedler in die Stadt. Am 28. Januar 1299 erließ Andreas III. eine Urkunde, die dem Ort Stadtrechte verlieh – mit Rechten und Freiheiten, die bereits seit 1271 in der benachbarten Zips galten. Ausschlaggebend für die wirtschaftliche Entwicklung im Hochmittelalter war die Lage an einem bedeutenden Handelsweg nach Polen sowie die Nähe der königlichen Burg Scharosch. Im 14. Jahrhundert wurde die Stadt administratives Zentrum der Gespanschaft Scharosch. Wegen der Lage zwischen zwei größeren Handelszentren (Eperies und Bartfeld) und mangels anderer wirtschaftlicher Möglichkeiten stagnierte die Stadt und verlor bereits im 15. Jahrhundert ihre Privilegien.
Im 17. Jahrhundert war die Stadt Sitz der Familie Rákóczi, im 18. Jahrhundert der Familie Aspremont. Die Stadteinwohner waren als Gerber, Leineweber, Schuster und Tuchmacher bekannt. 1828 zählte man 378 Häuser und 2792 Einwohner. 1856 wurde in der Stadt eine Dampfmühle, 1863 eine Tuchfabrik gebaut.
Bis 1918 gehörte die im Komitat Scharosch liegende Stadt zum Königreich Ungarn und kam danach zur Tschechoslowakei beziehungsweise heute Slowakei. In der ersten tschechoslowakischen Republik waren die Einwohner vor allem als Landwirte und in der Dampfmühle beschäftigt, daneben gab es aber auch große Auswanderungswellen, insb. nach Österreich und in die Vereinigten Staaten.
1967 wurde in Veľký Šariš eine Brauerei gegründet, dazu gab es eine Mühle sowie einen metallverarbeitenden Betrieb. Ein Teil der Einwohner pendelte zur Arbeit in die nahe Stadt Prešov.

### Ortsname
Die Bedeutung des Stadtnamens ist nicht vollständig geklärt. Ungarische Historiker sehen den Ursprung im ungarischen Substantiv sár (= Schlamm, Sumpf) oder im Adjektiv sáros (= schlammig). Slowakische Historiker vermuten hingegen eine slawische oder vorslawische Grundform, allerdings bisher ohne befriedigende Erklärung.

## Bevölkerung
| Jahr                | 1994 | 2004     | 2014     | 2024     |
| ------------------- | ---- | -------- | -------- | -------- |
| Anzahl der Personen | 3516 | 4468     | 5802     | 6976     |
| Unterschied         |      | +27,07 % | +29,85 % | +20,23 % |

| Jahr                | 2023 | 2024    |
| ------------------- | ---- | ------- |
| Anzahl der Personen | 6909 | 6976    |
| Unterschied         |      | +0,96 % |

## Bauwerke und Denkmäler
- Ruine der Burg Scharosch
- dreischiffige römisch-katholische Jakobskirche aus der Mitte des 13. Jahrhunderts, nach 1868 barockisiert und neu gewölbt
- Elisabethkapelle nahe des 1947 abgetragenen Rákóczi-Schlosses
- Kunigundenkapelle

## Wirtschaft

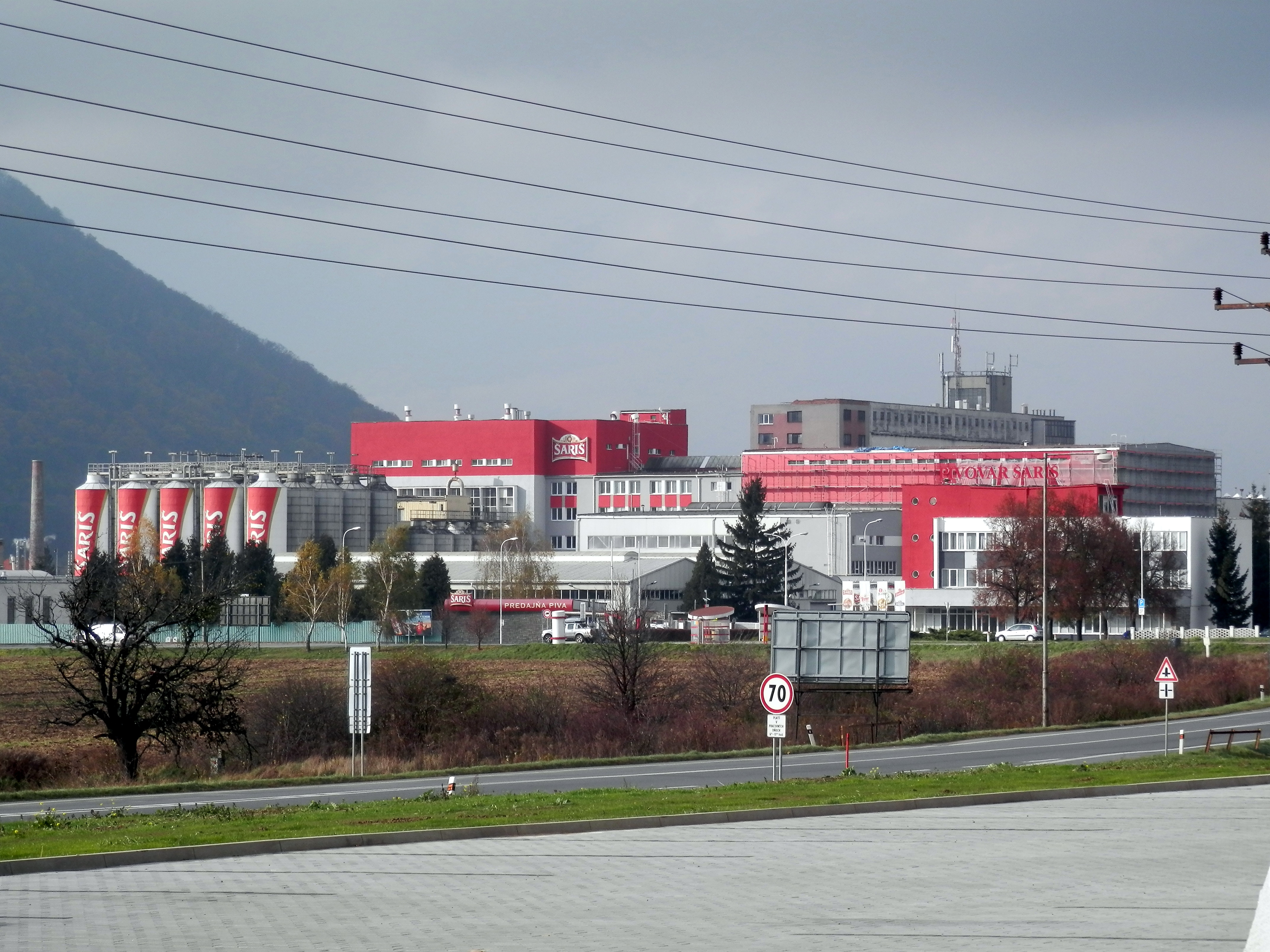
Brauerei Pivovar Šariš

Der bekannteste Betrieb der Stadt ist die Brauerei Pivovar Šariš in der Pivovarská (Brauereistraße), wo u. a. das auch in Deutschland bekannte Smädný Mních (durstiger Mönch)  produziert wird, ein 12%iges Exportbier.

## Verkehr
Nahe Veľký Šariš passiert die Cesta I. triedy 68 („Straße 1. Ordnung“) von der polnischen Grenze und Stará Ľubovňa nach Prešov. Lokale Verbindungen bestehen nach Gregorovce, Medzany und Malý Šariš. Über die Anschlussstelle Prešov-sever besteht seit 2023 eine Anbindung an die Schnellstraße R4. Durch die Stadt verläuft die Bahnstrecke Kysak–Muszyna, mit einem Bahnhof an der Straße Staničná mit regelmäßigen Nahverkehrszügen nach Košice, Prešov, Sabinov und Lipany.

## Partnerstädte
- Nyírtelek, Ungarn
- Grybów, Polen
- Rakoschyno, Ukraine[6]